# PGC 2174732
LEDA/PGC 2174732 ist eine Galaxie im Sternbild Jagdhunde am Nordsternhimmel. Sie ist schätzungsweise 314 Millionen Lichtjahre von der Milchstraße entfernt und hat einen Durchmesser von etwa 35.000 Lichtjahren. Vom Sonnensystem aus entfernt sich das Objekt mit einer errechneten Radialgeschwindigkeit von näherungsweise 7.000 Kilometern pro Sekunde. Möglich ist eine gravitative Wechselwirkung mit NGC 4655.
Im selben Himmelsareal befinden sich unter anderem die Galaxien NGC 4618, IC 3713, PGC 42858, PGC 2173672.